# Titan (суперкомп'ютер)
Titan — суперкомп'ютер компанії Cray Inc. встановлений в національній лабораторії Оук-Ридж (скорочено ORNL, національна лабораторія Міністерства енергетики США, Теннессі) для використання в наукових проектах. Є модернізованим суперкомп'ютером Jaguar, з більшою кількістю центральних процесорів і доповнений графічними процесорами Nvidia Tesla K20x. Модернізація почалася в жовтні 2011 і тривала цілий рік, після чого Titan зайняв перший рядок в листопадовому рейтингу TOP500 суперкомп'ютерів світу за продуктивністю, вимірюваній тестом Linpack. Початкова вартість оновлення склала 60 млн доларів США, фінансована переважно за рахунок департаменту енергетики США.
У червні 2013 року поступився першим місцем у рейтингу TOP500 китайському суперкомп'ютеру Тяньхе-2, який також посів перше місце ще і в рейтингу енергетичної ефективності.

## Від Jaguar-у до Titan-у
Восени 2012 року відбувся останній етап модернізації Jaguar-у до більш потужного суперкомп'ютера, якому дано нову назву Titan. Titan став в 10 разів могутніше за свого прабатька — суперкомп'ютеру Jaguar. Після модернізації пікова обчислювальна потужність Titan-у складе більше 20 петафлопс, тобто 20 тисяч трильйонів (20 квадрильйонів) операцій з плаваючою точкою в секунду. Розмір загальної системної пам'яті досягне 710 терабайт. Titan має гібридну архітектуру — крім більш потужних 16-ядерних процесорів AMD Opteron 6274 в кожен з 18 688 вузлів суперкомп'ютерної системи встановлено графічний процесор загального призначення NVIDIA Tesla K20 (архітектура Kepler). Таким чином загальна кількість ядер комп'ютера зросте до 299 008. Компілятор, спеціально розроблений для Titan-у, буде автоматично розпараллелює виконання коду між центральним і графічним процесорами.

## Архітектура і побудова
Titan — масово-паралельний суперкомп'ютер, побудований на платформі Cray XK7 з гібридною архітектурою: крім 16-ядерних процесорів AMD Opteron 6274 в кожен з 18 688 вузлів суперкомп'ютерної системи встановлений графічний процесор загального призначення NVIDIA Tesla K20x (архітектура Kepler). Таким чином загальна кількість ядер комп'ютера становить 299 008. Компілятор, спеціально розроблений для Titan-у, автоматично розпараллелює виконання коду між центральним і графічним процесорами.

## Застосування
Левова частка комп'ютерного часу Titan-у буде віддана під додатки державної програми Міністерства енергетики США під назвою «Innovative and Novel Computational Impact on Theory and Experiment program».
Попри те, що Titan можна використовувати для будь-якого проекту, кількість заявок перевищила наявний комп'ютерний час. Тому було вирішено провести ретельний відбір. У 2009 році Oak Ridge Computing Leadership Facility [Архівовано 6 червня 2013 у Wayback Machine.] (OCLF) розглянув 50 заявок і звузив список до 6 проектів, які були вибрані не тільки через важливість дослідних тем, а й через здатність програмного забезпечення проектів якомога повніше використовувати можливості гібридної системи. Програмний код цих проектів довелося змінити так, щоб він міг виконуватися на графічних процесорах Titan-у, при цьому потрібно було залишити можливість виконання коду на звичайних процесорах, щоб він не був прив'язаний виключно до Titan-у. Протягом двох років дослідники і програмісти переписували свої програми, щоб почати його використання з перших же днів введення Titan-у в стрій.
Першими проектами, які отримають доступ до Titan-у є:
- Процеси згорання палива: За допомогою програми S3D дослідники можуть змоделювати турбулентне згорання палива різних видів і складів. Результати досліджень дозволять створювати високоефективні, економічні, оптимальні рухові системи, що майже не забруднюють навколишнє середовище.
- Наука про матеріали: За допомогою програми WL-LSMS дослідники зможуть знаходити і створювати нові матеріали, досліджуючи їх магнітні властивості при різних температурах на нано-рівні. Результати досліджень дозволять створювати нові електродвигуни та електрогенератори.
- Атомна енергія: За допомогою програми Denovo дослідники зможуть моделювати поведінку нейтронів в ядерному реакторі. Результати досліджень дозволять з'ясувати, як більш ефективно використовувати старіючі ядерні реактори США за збереження безпеки. На Titan-і додаток Denovo змоделює за 13 годин один повний цикл служби стрижня ядерного палива, у той час як на Jaguar-і на це було потрібно 60 годин.
- Зміни клімату: Програма Community Atmosphere Model-Spectral Element (CAM-SE) симулює довгострокові глобальні зміни клімату. Результати обчислень дозволять дослідникам обчислити якість повітря в найближчому майбутньому, а також вплив його складу на клімат. Titan дозволяє за один день комп'ютерного часу зробити прогноз на час від 1 до 5 років наперед, в той час як на Jaguar за один день можна було вирахувати прогноз тільки на 3 місяці вперед.

За словами наукового директора Джека Велса, хоча суперкомп'ютер досяг показника у 17,6 петафлопс за тестом LINPACK для рейтингу ТОП500, у деяких випадках реальні обчислення можуть відбуватись зі швидкістю понад 20 петафлопс — все залежить від типу розв'язуваної задачі.

## Моделі
У 2015 за участі біофізика Шультена з'явилась модель світловідбиваючої клітини хроматофор Purpurbakterie (близько 100 мільйонів атомів). У моделюванні процесів перетворення сонячного світла в хімічну енергію брали участь 100 мільйонів атомів, 16000 ліпідів і 101 білок, хоча вміст крихітної органели займає лише один відсоток від загального обсягу клітини.